# Лажиш-ду-Пику
Лажиш-ду-Пику (порт. Lajes do Pico) — населённый пункт и муниципалитет в Португалии, входит в округ Азорские острова. Расположен на острове Пику. Население составляет 5041 человек на 2001 год. Занимает площадь 154,35 км².
Покровителем города считается Дева Мария (порт. Nossa Senhora de Lourdes).
Праздник города — 29 июня.

## История
Город основан в 1501 году.

## Демография
| Численность населения муниципалитета по годам | Численность населения муниципалитета по годам | Численность населения муниципалитета по годам | Численность населения муниципалитета по годам | Численность населения муниципалитета по годам | Численность населения муниципалитета по годам | Численность населения муниципалитета по годам | Численность населения муниципалитета по годам |
| --------------------------------------------- | --------------------------------------------- | --------------------------------------------- | --------------------------------------------- | --------------------------------------------- | --------------------------------------------- | --------------------------------------------- | --------------------------------------------- |
| 1849                                          | 1900                                          | 1930                                          | 1960                                          | 1981                                          | 1991                                          | 2001                                          | 2004                                          |
| 11480                                         | 9371                                          | 7796                                          | 8186                                          | 5828                                          | 5563                                          | 5041                                          | 4840                                          |

## Состав муниципалитета
В муниципалитет входят следующие районы:
1. Кальета-де-Нешкин
2. Лажеш-ду-Пику
3. Пьедаде
4. Рибейраш
5. Рибейринья
6. Сан-Жуан